# Аліреза Сарлак
Аліреза Сарлак (перс. علیرضا سرلک; нар. 30 квітня 1997) — іранський борець вільного стилю, срібний призер чемпіонату світу, срібний призер чемпіонату Азії, срібний призер Кубку світу, учасник Олімпійських ігор.

## Життєпис
Боротьбою почав займатися з 2013 року. У 2019 році став бронзовим призером чемпіонату світу серед молоді. Того ж року став срібним призером Кубку світу у командних змаганнях серед дорослих. У 2021 році здобув срібну медаль чемпіонату Азії серед дорослих. Такого ж результату досяг того ж року і на світовій першості на дорослому рівні.
У 2024 році отримав право виступити на Олімпійських іграх в Парижі у ваговій категорії до 57 кг, однак на турнірі не провів жодного поєдинку через те, що перевищив дозволену вагу і був дискваліфікований.
Тренер — Тагхі Акбарнеджад.

## Спортивні результати на міжнародних змаганнях

### Виступи на Олімпіадах
| Змагання                    | Збірна | Вагова категорія          | Місце           |
| --------------------------- | ------ | ------------------------- | --------------- |
| Літні Олімпійські ігри 2024 | Іран   | вільна боротьба, до 57 кг | дискваліфікація |

### Виступи на Чемпіонатах світу
| Змагання                        | Збірна | Вагова категорія          | Місце  |
| ------------------------------- | ------ | ------------------------- | ------ |
| Чемпіонат світу з боротьби 2021 | Іран   | вільна боротьба, до 57 кг | Срібло |
| Чемпіонат світу з боротьби 2022 | Іран   | вільна боротьба, до 57 кг | 23     |

### Виступи на Чемпіонатах Азії
| Змагання                       | Збірна | Вагова категорія          | Місце  |
| ------------------------------ | ------ | ------------------------- | ------ |
| Чемпіонат Азії з боротьби 2020 | Іран   | вільна боротьба, до 57 кг | 7      |
| Чемпіонат Азії з боротьби 2021 | Іран   | вільна боротьба, до 57 кг | Срібло |
| Чемпіонат Азії з боротьби 2023 | Іран   | вільна боротьба, до 57 кг | 10     |

### Виступи на Кубках світу
| Змагання                    | Збірна | Вагова категорія | Місце  |
| --------------------------- | ------ | ---------------- | ------ |
| Кубок світу з боротьби 2019 | Іран   | команда          | Срібло |

### Виступи на інших змаганнях
| Змагання                                                      | Збірна | Вагова категорія                 | Місце  |
| ------------------------------------------------------------- | ------ | -------------------------------- | ------ |
| Кубок Тахті 2017                                              | Іран   | команда                          | 5      |
| Кубок Тахті 2019                                              | Іран   | вільна боротьба, до 57 кг        | 10     |
| Турнір міста Сассарі з боротьби 2019                          | Іран   | вільна боротьба, до 57 кг        | 7      |
| Турнір Г. Картозія і В. Балавадзе 2019                        | Іран   | вільна боротьба, до 57 кг        | Бронза |
| Турнір Аланії з боротьби 2019                                 | Іран   | вільна боротьба, до 57 кг        | 19     |
| Клубний чемпіонат світу з боротьби 2019                       | Іран   | команда                          | Золото |
| Кубок Тахті 2020                                              | Іран   | вільна боротьба, до 57 кг        | Золото |
| Кубок Тахті 2020                                              | Іран   | греко-римська боротьба, до 57 кг | Золото |
| Турнір Алі Алієва 2021                                        | Іран   | вільна боротьба, до 57 кг        | 14     |
| Турнір Зухає Сгає 2022                                        | Іран   | вільна боротьба, до 57 кг        | Бронза |
| Олімпійський кваліфікаційний турнір з боротьби 2024 (Стамбул) | Іран   | вільна боротьба, до 57 кг        | 9      |

### Виступи на змаганнях молодших вікових груп
| Змагання                                      | Збірна | Вагова категорія            | Місце  |
| --------------------------------------------- | ------ | --------------------------- | ------ |
| Чемпіонат світу з боротьби серед юніорів 2017 | Іран   | вільна боротьба, до 50,0 кг | 7      |
| Чемпіонат світу з боротьби серед молоді 2018  | Іран   | вільна боротьба, до 57 кг   | 11     |
| Чемпіонат світу з боротьби серед молоді 2019  | Іран   | вільна боротьба, до 57 кг   | Бронза |